# HD 231701
Uruk eller HD 231701 är en ensam stjärna belägen i den södra delen av stjärnbilden Pilen. Den har en skenbar magnitud av ca 8,97 och kräver åtminstone en stark handkikare eller ett mindre teleskop för att kunna observeras. Baserat på parallax enligt Gaia Data Release 2 på ca 9,2 mas, beräknas den befinna sig på ett avstånd på ca 356 ljusår (ca 109 parsek) från solen. Den rör sig närmare solen med en heliocentrisk radialhastighet på ca -63 km/s och beräknas komma så nära solen som 189,5 ljusår om 1,345 miljoner år.

## Nomenklatur
HD 231701 tilldelades namnet Uruk på förslag av Irak i kampanjen NameExoWorlds under IAU:s 100-årsjubileum. Uruk var en gammal stad i de sumeriska och babyloniska civilisationerna i Mesopotamien.

## Egenskaper
HD 231701 är en gul till vit stjärna i huvudserien av spektralklass F8 V, som roterar  med en låg projicerad rotationshastighet på 4 km/s och har låg kromosfärisk aktivitet. Den har en massa som är ca 1,2 solmassor, en radie som är ca 1,4 solradier och har ca 2,6 gånger solens utstrålning av energi från dess fotosfär vid en effektiv temperatur av ca 6 100 K.

## Planetsystem
År 2007, upptäckte N2K Consortium med hjälp av tekniken för mätning av radiell hastighet en Jupiterliknande exoplanet i omlopp kring stjärnan på ett avstånd av 0,57 AE med en omloppsperiod av 141,6 dygn.
| Planet | Massa           | Halv storaxel (AE) | Siderisk omloppstid (d) | Excentricitet | Inklination | Radie |
| ------ | --------------- | ------------------ | ----------------------- | ------------- | ----------- | ----- |
| b      | ≥1,13 ± 0,25 MJ | 0,567 ± 0,053      | 141,63± 0,067           | 0,13 ± 0,032  | -           | -     |